# Трой (Канзас)
Трой (англ. Troy) — місто (англ. city) в США, в окрузі Доніфан штату Канзас. Населення — 964 особи (2020).

## Географія
Трой розташований за координатами 39°47′7″ пн. ш. 95°5′36″ зх. д. / 39.78528° пн. ш. 95.09333° зх. д. (39.785165, -95.093411).  За даними Бюро перепису населення США в 2010 році місто мало площу 2,55 км², з яких 2,53 км² — суходіл та 0,02 км² — водойми.

## Демографія
Згідно з переписом 2010 року, у місті мешкало 1010 осіб у 421 домогосподарстві у складі 275 родин. Густота населення становила 397 осіб/км².  Було 467 помешкань (183/км²).
Расовий склад населення:
| - 97,3 % — білих - 0,5 % — чорних або афроамериканців - 0,3 % — азіатів - 0,2 % — корінних американців |

До двох чи більше рас належало 1,5 %. Частка іспаномовних становила 2,7 % від усіх жителів.
За віковим діапазоном населення розподілялося таким чином: 24,7 % — особи молодші 18 років, 58,0 % — особи у віці 18—64 років, 17,3 % — особи у віці 65 років та старші. Медіана віку мешканця становила 39,1 року. На 100 осіб жіночої статі у місті припадало 93,5 чоловіків;  на 100 жінок у віці від 18 років та старших — 93,1 чоловіків також старших 18 років.
Середній дохід на одне домашнє господарство  становив 54 277 доларів США (медіана — 43 417), а середній дохід на одну сім'ю — 68 513 долари (медіана — 59 531). Медіана доходів становила 46 500 доларів для чоловіків та 29 583 долари для жінок. За межею бідності перебувало 7,2 % осіб, у тому числі 10,1 % дітей у віці до 18 років та 3,4 % осіб у віці 65 років та старших.
Цивільне працевлаштоване населення становило 464 особи. Основні галузі зайнятості: виробництво — 23,5 %, освіта, охорона здоров'я та соціальна допомога — 21,3 %, будівництво — 10,6 %, роздрібна торгівля — 7,3 %.